# SeaTable
SeaTable ist eine No-Code-Plattform, bei der Anwender ohne Programmiererfahrung selbst Geschäftsprozesse entwickeln und umsetzen können. SeaTable vereint dabei traditionelle Fähigkeiten einer Tabellenkalkulation wie Excel und ergänzt diese um vielfältige Funktionen zur Prozessautomatisierung und -visualisierung sowie einer vollumfänglichen API. SeaTable ist keine reine Cloud-Lösung, sondern kann alternativ auf einem privaten Server installiert und vollständig autark betrieben werden. So behält der Besitzer die volle Kontrolle über die eigenen Daten. Die Installation erfolgt per Docker auf einem Linux-Server.
Der Cloud-Kollaborationsdienst SeaTable wird von der gleichnamigen GmbH mit Hauptsitz in Mainz und weiteren Büros in Berlin und Beijing entwickelt.

## Geschichte
Am 1. Juli 2020 wurde SeaTable als Cloud-Angebot (Software as a Service) und als downloadbare Software (On Premises) veröffentlicht. Der initiale Fokus liegt auf den Möglichkeiten der Datenerfassung und Verarbeitung. SeaTable ist sowohl auf Deutsch, Englisch, Französisch und Chinesisch verfügbar.
Im Jahre 2021 startete ein Innovationsprojekt unter Leitung des Cyber-Innovation-Hubs an der IT-Schule der Bundeswehr zur Evaluation der Möglichkeiten eines großflächigen Einsatzes bei der deutschen Bundeswehr. Das Evaluationsprojekt läuft aktuell noch. SeaTable ist nun auch auf Russisch verfügbar.
2022 optimiert SeaTable sein Datenbank-Backend, um zukünftig Millionen von Datensätzen innerhalb einer Base zu erlauben. Der Fokus der Entwicklung liegt zunehmend auf dem Bereich Automatisierung und Visualisierung.

## Sicherheit und Datenschutz
Während die meisten No-Code-Plattformen nur als SaaS-Lösungen existieren, beschreibt sich SeaTable als datensparsame europäische Lösung. Während anfangs die SeaTable Cloud noch bei Amazon AWS gehostet wurde, erfolgte dann im Mai 2021 der Umzug in die deutschen Rechenzentren des Schweizer Anbieters Exoscale. Es folgte der Austausch des Cloud-Ticket-System Freshdesk durch eine selbst gehostete Zammad-Instanz aus und seit April 2022 verzichtet man auf der Webseite von SeaTable komplett auf sämtliche Tracking-Cookies. Zuletzt ersetzte man Mitte 2022 den amerikanische Bezahldienstleister Chargebee durch den europäischen Bezahldienstleister Stripe.
Die selbst gehostete On-Premises Variante von SeaTable kann vollständig autark und ohne Verbindung ins Internet betrieben werden. Durch die Möglichkeit der Installation auf einem beliebigen Server erhält der Kunde die vollständige Datenhoheit.

## Funktionen

### Organisation von Daten
Datenbanken heißen in SeaTable Bases. Innerhalb einer Base legt man Tabellen mit den gewünschten Tabellenspalten an. Im Gegensatz zu den klassischen Tabellenkalkulation wie Excel oder Google Sheets muss man in SeaTable festlegen, welcher Datentyp in einer Spalte erfasst wird. SeaTable bietet hierfür über 20 verschiedene Spaltentypen wie Bilder, Dokumente, E-Mails, Checkboxen, Auswahllisten oder Formeln zur Auswahl. Als Datenbankanwendung unterstützt SeaTable Relationen zwischen den Datensätzen unterschiedlicher Tabellen.
Die Datenerfassung erfolgt entweder per Browser, per Webformular (welches von SeaTable aus der Tabellenstruktur erzeugt wird), per API-Aufruf oder durch andere Softwarelösungen, die mit Hilfe von Automatisierungslösung wie Zapier, Integromat und n8n angebunden werden.

### Darstellung der Daten
Für jede Tabelle lassen sich in SeaTable Ansichten erzeugen. In jeder Ansicht stehen Sortierungen, Filter und der Gruppierungen zur Verfügung, um nur die relevanten Datensätze angezeigt zu bekommen. Neben der Tabellendarstellung bietet SeaTable weitere Ansichtsmodule wie Kalender, Galerie, Kanban und die Zeitleiste. Statistische Auswertungen sind ebenfalls möglich.

### Arbeit im Team
SeaTable erlaubt kollaboratives Arbeiten in Echtzeit im Team. Neue Einträge und Änderungen sind unmittelbar für jeden Benutzer sichtbar. Gleichzeitig kann in SeaTable detailliert gesteuert werden, auf welche Einträge oder Ansichten ein Anwender Zugriff hat. Bases, Tabellen und Ansichten lassen sich auch teamübergreifend teilen.

### Prozessautomatisierung
SeaTable-Automationen erlauben vordefinierte Aktionen auszuführen, sobald ein bestimmter Zustand erreicht wird. So können Datensätze gesperrt oder verändert sowie Anwender informiert werden. Zusätzlich lassen sich JavaScript- und Python-Scripte direkt ausführen.